# Dan Donegan
Dan Donegan właściwie Daniel James Donegan (ur. 1 sierpnia 1968 w Oak Lawn, Illinois) – amerykański  gitarzysta zespołu hardrockowego/numetalowego Disturbed. Donegan zaczął grać na gitarze jako nastolatek i stworzył grupę o nazwie Vandal, która grała typowego rocka lat 80'.

## Instrumentarium
- Schecter Dan Donegan Signature Electric Guitar[3]

## Nagrody i wyróżnienia
| Rok  | Kategoria      | Tytułem     | Nagroda                         | Nota      | Źródło |
| ---- | -------------- | ----------- | ------------------------------- | --------- | ------ |
| 2008 | Best Shredder  | Dan Donegan | Metal Hammer Golden Gods Awards | Nominacja | [ 4 ]  |
| 2011 | Best Guitarist | Dan Donegan | Revolver Golden Gods Awards     | Nominacja | [ 5 ]  |
| 2015 | Best Guitarist | Dan Donegan | Loudwire Music Awards           | Nominacja | [ 6 ]  |

## Filmografia
| Tytuł                 | Rok  | Rola        | Uwagi                                        | Źródło |
| --------------------- | ---- | ----------- | -------------------------------------------- | ------ |
| „Decade of Disturbed” | 2010 | jako on sam | film dokumentalny, reżyseria: Rafa Alcantara | [ 7 ]  |
| „Lennon or McCartney” | 2014 | jako on sam | film dokumentalny, reżyseria: Matt Schichter | [ 8 ]  |